# Segawa Shōji
Segawa Shōji (瀬川晶司 (Lại Xuyên Tinh Ty)) sinh ngày 23 tháng 3 năm 1970 tại TP Yokohama, tỉnh Kanagawa là một kỳ thủ shogi chuyên nghiệp đạt cấp độ Lục đẳng người Nhật Bản có số hiệu kỳ thủ 259 và là môn hạ của Yasue Terutaka Bát đẳng. Sau khi phải rời Trường đào tạo kỳ thủ, ông đã vượt qua một bài kiểm tra đặc biệt vào năm 2005 và trở thành kỳ thủ chuyên nghiệp.
Ông tốt nghiệp trường cao học Maioka và khoa Luật Đại học Kanagawa.

## Sự nghiệp

### Con đường lên chuyên

#### Trong Trường đào tạo kỳ thủ
Segawa bắt đầu chơi shogi từ năm 5 tiểu học, khi nó trở thành trào lưu trong lớp ông. Sau khi trào lưu đó mất dần, ông vẫn tiếp tục chuyên tâm nghiên cứu shogi và đã viết trong kỷ yếu tiểu học rằng ông muốn trở thành kỳ thủ chuyên nghiệp về sau. Segawa luyện tập cùng một người bạn về sau trở thành Long Vương và Danh Nhân nghiệp dư là Watanabe Ken'ya. Tuy ông trượt bài kiểm tra gia nhập Trường đào tạo vào năm 1983, sau khi vô địch giải vô địch shogi trung học toàn Nhật Bản năm 1984, ông chính thức gia nhập trường đào tạo với tư cách môn hạ của Yasue Terutaka Bát đẳng.
Trong Trường đào tạo, ông phải dành đến 1 năm 9 tháng để thoát khỏi xếp hạng Nhất cấp (1-kyu), và chính thức tham gia Tam đẳng League lần đầu khi đã 21 tuổi. Trong 8 kỳ ông tham gia, thành tích tốt nhất của ông là tại kỳ 16 (năm 1994). Tại đó, tuy thể hiện tốt trong nửa đầu giải đấu với thành tích 8 thắng - 1 thua, sau một thất bại trước một Katsumata Kiyokazu sắp phải rời Trường đào tạo, ông rớt hạng liên tục và về đích ở hạng 8 (Katsumata giành hạng 2 và lên chuyên). Cuối cùng, tại kỳ 18 (năm 1995), ông đạt giới hạn tuổi và phải rời Trường đào tạo khi đã 26 tuổi. Thành tích tổng của ông tại Tam đẳng League là 72 thắng - 72 thua (tỷ lệ thắng 50%).

#### Sau khi rời Trường đào tạo
Ban đầu, Segawa nhắm tới bài thi luật sư để vượt qua các kỳ thủ rời Trường đào tạo để rồi trở thành luật sư. Do đó, tháng 4 năm 1997, ông nhập học khoa Luật trường Đại học Kanagawa. Tuy nhiên, sau khi đã quen với đời sống đại học, giấc mơ làm luật sư của ông cũng phai dần. 
Tuy ông đã định đoạn tuyệt với shogi sau khi rời Trường đào tạo và đã bỏ hết các sách shogi cũng như kỳ phổ của mình, Segawa đã tìm lại được niềm vui khi chơi shogi giải trí và trở lại làm kỳ thủ nghiệp dư. Năm 1999, khi đang học năm 3 đại học, ông vô địch Danh Nhân Chiến nghiệp dư kỳ 53, qua đó giành quyền tham gia một giải đấu chuyên nghiệp - Kỳ Vương Chiến kỳ 26. Đối thủ đầu tiên của ông, trùng hợp thay, chính là Chūza Makoto - người đã khiến ông phải rời Trường đào tạo tại Tam đẳng League thứ 18. Cùng năm đó, Segawa về nhì Vương Tướng Chiến nghiệp dư, qua đó giành quyền tham gia Ngân Hà Chiến kỳ 9, nơi ông vượt qua 7 kỳ thủ chuyên nghiệp liên tiếp và giành quyền tham gia vòng Chung kết với tư cách kỳ thủ có chuỗi thắng dài nhất. Sau đó, ngày 1 tháng 1 năm 2000, ông đấu 1 ván chấp tượng trên kênh truyền hình NHK trước Habu Yoshiharu Cúp NHK và để thua sau 119 nước đi.
Segawa tốt nghiệp đại học năm 2001 và vào làm tại YEC Solutions, một công ty con của NEC. Vì đã hoàn tất khóa học xử lý thông tin tại đại học, ông trở thành kỹ sư hệ thống. Về sau, ông trở thành một quản trị viên hệ thống sơ cấp. Ngoài làm nhân viên văn phòng, ông cũng chơi shogi ở NEC cùng với các kỳ thủ nghiệp dư mạnh khác như Katō Yukio hay Shimizugami Tōru và tham gia các giải đấu đoàn đội cùng họ.
Năm 2002, Segawa trở thành Vương Tướng nghiệp dư và giành quyền tham gia Ngân Hà Chiến một lần nữa, nơi ông giành chuỗi 3 ván thắng và một lần nữa tham gia vòng chung kết. Ở vòng 1, ông đẩy kỳ thủ hạng A Kubo Toshiaki Bát đẳng vào thế bị động và giành chiến thắng. Kỳ thủ bình luận ván đấu này là Katsumata Kiyokazu đã vô cùng bất ngờ khi thấy Segawa liên tục tung ra những nước đi cảm giác như không phải của kỳ thủ nghiệp dư. Segawa dừng bước ở tứ kết trước Fujii Takeshi.
Năm 2003, ông trở thành Chuẩn Vương Tướng nghiệp dư và một lần nữa tham gia Ngân Hà Chiến kỳ 13. Với chuỗi 6 ván thắng, ông tiến vào vòng Chung kết lần thứ 3. Trong mùa giải 2004, Segawa lọt vào top 8 Danh Nhân Chiến nghiệp dư và giành quyền tham gia Giải vô địch shogi Asahi mở rộng (một giải đấu chuyên nghiệp).
Với các thành tích kể trên, vào thời điểm ông nộp đơn kiến nghị cho Liên đoàn Shogi Nhật Bản (cuối tháng 2 năm 2005), thành tích của Segawa trước các kỳ thủ chuyên nghiệp là 17 thắng - 6 thua, và tỷ lệ thắng 73,9% (bao gồm 1 ván được xử thắng). Toàn bộ 17 ván thắng của ông đều đến từ Ngân Hà Chiến - một giải đấu cờ nhanh (thành tích của ông ngoài Ngân Hà Chiến là 0 thắng - 2 thua).

#### Bài kiểm tra
Với thành tích như trên, cuối tháng 2 năm 2005, Segawa nộp đơn xin kết nạp kỳ thủ chuyên nghiệp cho Liên đoàn Shogi Nhật Bản. Theo ông, một cường hào nghiệp dư khác là Endō Masaki đã nói rằng "Để mà nói rằng một người có tỷ lệ thắng kỳ thủ chuyên nghiệp cao như vậy không có cơ hội lên chuyên rất buồn cười" và rằng "nếu anh thật sự muốn lên chuyên, tôi sẽ hỗ trợ hết sức mình". Từ đó, Segawa quyết tâm trở thành kỳ thủ chuyên nghiệp. Endō cùng Nishijō Kōichi, một phóng viên của Yomiuri Shimbun đã thành lập "Project S" và vận động các kỳ thủ không đồng ý. Vào tháng 5, với 129 phiếu thuận, 52 phiếu chống, và 8 phiếu trắng, đa số kỳ thủ đã chấp nhận cho Segawa làm bài kiểm tra để được kết nạp vào Free Class - bài kiểm tra đầu tiên kể từ năm 1944, khi Hanamura Motoji thành công trở thành kỳ thủ chuyên nghiệp.
Về bài kiểm tra, Liên đoàn chỉ định 6 kỳ thủ làm giám khảo đấu với Segawa (từ ván 1: Satō Amahiko Tam đẳng, Kanki Hiromitsu Lục đẳng, Kubo Toshiaki Bát đẳng, Nakai Hiroe Nữ lưu Lục đẳng, Takano Hideyuki Ngũ đẳng, và Nagaoka Yūya Tứ đẳng). Nếu Segawa thắng 3 ván, ông sẽ được kết nạp làm kỳ thủ Free Class (sẽ buộc phải giải nghệ nếu không giành quyền tham gia Thuận Vị Chiến trong vòng 10 năm). Thời gian cho ván 1 là 90 phút mỗi bên (do ván này đấu trực tiếp), các ván còn lại là 3 tiếng mỗi bên.
Tại ván 5 vào ngày 6 tháng 11 năm 2005, khi đã chiến thắng trước Kanki và Nakai, Segawa đánh bại Takano và trở thành kỳ thủ chuyên nghiệp. Năm 2006, chế độ kết nạp kỳ thủ chuyên nghiệp được thể chế hóa và vào năm 2014, Imaizumi Kenji là kỳ thủ đầu tiên vượt qua bài kiểm tra này.

### Sau khi lên chuyên
Ván đấu đầu tiên của Segawa với tư cách là kỳ thủ chuyên nghiệp là trận đấu tại vòng 1 vòng Xếp hạng tổ 6 Long Vương Chiến vào ngày 12 tháng 12 năm 2005 trước Shimizugami Tōru Nghiệp dư. Ông đã giành chiến thắng trong trận đấu ra mắt của mình.
Ngày 26 tháng 2 năm 2006, ông tham gia Cúp Ricoh Giải vô địch shogi đoàn thể Nhật Bản lần thứ 18 với tư cách là thủ lĩnh của đội NEC. Ông để thua thủ lĩnh đội Đại học Tokyo là Katagami Daisuke Tứ đẳng. Đội của ông thất bại chung cuộc với tỷ số 2-5. Segawa và Katagami là 2 kỳ thủ chuyên nghiệp đầu tiên tham gia giải đấu này. Cuối tháng 3 năm 2006, ông nghỉ việc tại YEC Solutions. Tuy nhiên, vì vẫn còn trong thời hạn hợp đồng với NEC, từ tháng 4 năm 2006, ông là kỳ thủ đầu tiên của Liên đoàn Shogi Nhật Bản làm nhân viên văn phòng (ông thường xuất hiện trong quảng cáo cầm quạt có logo công ty). Sau khi hợp đồng của ông đáo hạn tháng 3 năm 2019, ông tiếp tục tham gia dạy shogi và tổ chức sự kiện tại NEC.
Trong mùa giải 2008, ông vượt qua vòng sơ loại Cúp NHK lần thứ 58 với 3 ván thắng liên tiếp, đánh dấu lần đầu tiên ông tham gia một giải đấu trên truyền hình. Ngày 23 tháng 4 năm 2009, với chiến thắng trước Hashimoto Takanori tại vòng Sơ loại thứ Nhất Vương Tọa Chiến, ông đặt một tay lên quyền tham gia Thuận Vị Chiến. Ngay sau đó, tại vòng Sơ loại thứ Nhất Kỳ Thánh Chiến, với chiến thắng trước Chūza Makoto, ông đạt tỷ lệ thắng 65,7% trong 35 ván gần nhất, qua đó đạt điều kiện tham gia hạng C2 Thuận Vị Chiến 3 năm rưỡi sau khi lên chuyên.
Ngày 13 tháng 8 năm 2012, tại vòng Sơ loại thứ Nhất Kỳ Thánh Chiến kỳ 84, ông giành ván thắng thứ 100 trong sự nghiệp trước Kondō Masakazu và được thăng lên Ngũ đẳng. Tuy nhiên, tại Thuận Vị Chiến kỳ 71, với thành tích 3 thắng - 7 thua, ông phải nhận điểm giáng hạng đầu tiên. Ngày 3 tháng 12 năm 2015, ông giành quyền tham gia vòng Xác định Khiêu chiến giả Vương Vị Chiến kỳ 57 và bị loại với thành tích 5 ván toàn thua.
Ngày 8 tháng 11 năm 2018, tại vòng 6 hạng C2 Thuận Vị Chiến kỳ 77, với chiến thắng trước Minami Yoshikazu, Segawa đạt điều kiện số ván thắng và được thăng lên Lục đẳng. Tại Long Vương Chiến kỳ 31, sau khi để thua từ vòng 1 xếp hạng, ông thắng liền 7 ván và được thăng lên tổ 5. Segawa tiếp tục thể hiện tốt tại Long Vương Chiến và thăng lên tổ 4 ngày 10 tháng 11 năm 2021. Trong năm đó, ông cũng tham gia vòng Xác định Khiêu chiến giả Kỳ Vương Chiến lần đầu tiên khi đã 51 tuổi, đánh dấu một năm đầy thành công của ông.
Tuy nhiên, trong 2 năm sau đó, ông đã phải trở về tổ 6 Long Vương Chiến, cũng như nhận điểm giáng hạng thứ 2 tại Thuận Vị Chiến với thành tích 1 thắng - 9 thua tại kỳ 82.

## Đời tư
- Ông là con trai thứ 3 và trẻ nhất trong nhà.
- Ông sinh năm 1969, bằng tuổi với những Satō Yasumitsu hay Murayama Satoshi và các kỳ thủ khác thuộc thế hệ Habu.
- Vì là kỳ thủ đầu tiên được kết nạp, ông đã nhiều lần làm cầu nối giữa các kỳ thủ nghiệp dư và thế giới chuyên nghiệp. Ông đã làm sư phụ của cựu Tam đẳng Akiyama Tarō vào các năm 2007 và 2010 và siêu cường nghiệp dư Takeda Shunpei năm 2008 khi họ làm bài kiểm tra tham gia Tam đẳng League[9][10]. Akiyama hơn Segawa 2 tuổi, đánh dấu lần đầu tiên trong lịch sử một kỳ thủ có đệ tử nhiều tuổi hơn bản thân.
- Ông có nhiều bạn bè trong giới chuyên nghiệp, đặc biệt là Tamura Kōsuke, bạn thân của ông từ khi còn ở Trường đào tạo, và cũng thường xuất hiện trên blog của Segawa.
- Segawa gặp Imaizumi Kenji, kỳ thủ chuyên nghiệp tiếp theo được kết nạp trên NHK Educational TV lần đầu tiên ngày 2 tháng 1 năm 2016 trong một giải đấu không chính thức mừng năm mới. Với thể thức 10 phút không byoyomi mỗi bên, Imaizumi đã giành chiến thắng.
- Bộ quân ông sử dụng nhiều nhất để nghiên cứu là bộ quân ông được tặng sau khi rời Trường đào tạo.
- Khi còn học trung học, tuy ông muốn tham gia câu lạc bộ shogi ở trường, giáo viên đã từ chối vì ông quá mạnh. Do đó Segawa phải chuyển sang CLB cờ vây trong 3 năm trung học.
- Cuốn tiểu thuyết tự truyện của Segawa mang tên "Kỳ tích của Shottan hay khóc" đã được chuyển thể thành phim bởi WOWOW FILMS[11], và ông đã dạy shogi cho diễn viên chính Matsuda Ryūhei và vai phản diện Nomura Yōjirō[12].
- Segawa là một fan cứng của Amuro Namie, và đã từng đến Okinawa xem buổi biểu diễn kỷ niệm 25 năm của cô.
- Ông là đối thủ đầu tiên của Fujii Sōta tại Thuận Vị Chiến (ngày 15 tháng 6 năm 2017, vòng 1 hạng C2 Thuận Vị Chiến kỳ 76[13]). Khi đó Fujii đang trên chuỗi 25 ván thắng liên tiếp từ khi ra mắt, và tuy Segawa rất muốn ngăn cản Fujii, trong một thế tàn cuộc nan giải, Segawa đã không thể tìm ra nước đi tốt nhất, tự phá hủy thế trận của mình, và giúp Fujii có được ván thắng thứ 26 liên tiếp[14]. Sau ván đấu, khi được phỏng vấn và trên blog, ông đã ủng hộ Fujii: "Tới đây, (kỷ lục khi đó là 28 ván thắng của Kamiya Hiroshi) có lẽ chúng ta sắp thấy một kỷ lục mới được thiết lập rồi."
- Năm 2006, Segawa nhận Giải Văn hóa TP Yokohama với lý do "Tuy đã từ bỏ giấc mơ chuyên nghiệp một lần do tuổi tác, để một lần nữa tới với giấc mơ đó, Segawa đã hành động và vượt qua bài kiểm tra lên chuyên đầu tiên sau Thế chiến, đạt được kỳ vọng của mọi người, và một lần nữa khiến họ quan tâm tới văn hóa shogi. Ông cũng thể hiện rất tốt trong các giải đấu lớn, cũng như tham gia các hoạt động phổ cập shogi."

### Khi chép kỳ phổ
- Năm 1993, tại ván 2 Vương Vị Chiến kỳ 34 tổ chức tại Alpha Resorts Tomamu, thôn Shimukappu, Hokkaidō, Segawa khi đó là Tam đẳng được chỉ định là người ghi chép kỳ phổ. Tuy nhiên, do đường ray gặp sự cố, ông đã đến muộn giờ gặp mặt ở sân bay Haneda. Vì đây cũng là lần đầu tiên ông đi máy bay, tai họa chồng chất lên tai họa và Segawa đã để quên vali chứa quân cờ thi đấu và giấy chép kỳ phổ tại sân bay (may mắn là có người tìm thấy vali đó và gửi đến ông trên chuyến bay kế tiếp)[15]. Tại ván này, phó trọng tài bị thay đổi ngay trước khi ván bắt đầu (Satō Yoshinori thay bằng Taki Seiichirō do bị gút). Trong ngày thi đấu thứ 2, ngay sau khi ván đấu bắt đầu, khách sạn bị mất điện.
- Trong các ngày 10-11 tháng 11 năm 2006, tại ván 1 Long Vương Chiến kỳ 19 tổ chức tại San Francisco, Hoa Kỳ, Segawa cũng là người ghi chép kỳ phổ. Trong ngày thi đấu thứ 2, Segawa đã ngủ quên trong giờ nghỉ ăn trưa, dẫn đến việc ván đấu bắt đầu chậm hơn. Trong kỳ Long Vương Chiến này, tất cả nhân sự đều phải thay phiên nhau ngủ bù do jet lag, nhưng do không thể thay đổi người ghi chép giữa ván đấu, Segawa chỉ có thể ngủ trong giờ ăn trưa. Sau giờ nghỉ, Watanabe Akira Long Vương không thực hiện nước đi do không thấy Segawa. Ngay khi trọng tài trưởng Fukaura Kōichi chuẩn bị đồng hồ, Segawa trở lại phòng thi đấu và tiếp tục ván đấu.

## Lý lịch
- 1984: Gia nhập Trường đào tạo
- 1992: Tham gia Tam đẳng League
- 1996: Rời Trường đào tạo do giới hạn tuổi
- 1999: Danh Nhân nghiệp dư
- 2002: Vương Tướng nghiệp dư
- 2004: Chiến thắng kỳ thủ hạng A Kubo Toshiaki tại Ngân Hà Chiến.
- 2005: Lọt vào top 8 Asahi Danh Nhân Chiến, giành quyền tham gia giải vô địch Asahi mở rộng.
- 18 tháng 7 - 6 tháng 11 năm 2005: Làm bài kiểm tra lên chuyên.
- 6 tháng 11 năm 2005: Chiến thắng 3-2 trong bài kiểm tra và trở thành kỳ thủ chuyên nghiệp.
- 12 tháng 12 năm 2005: Chiến thắng Shimizugami Tōru Nghiệp dư tại tổ 6 Long Vương Chiến và có chiến thắng đầu tiên trong trận ra mắt.
- 14 tháng 4 năm 2006: Ký hợp đồng 1 năm với NEC.

## Lịch sử thăng cấp
| Ngày                       | Đẳng cấp         | Ghi chú                                       |
| -------------------------- | ---------------- | --------------------------------------------- |
| 1984                       | Lục cấp (6-kyu)  | Gia nhập Trường đào tạo kỳ thủ                |
| 1991                       | Tam đẳng (3-dan) |                                               |
| 31 tháng 3, 1996 (26 tuổi) |                  | Rời Trường đào tạo kỳ thủ                     |
| 6 tháng 11, 2005 (35 tuổi) | Tứ đẳng (4-dan)  | Trở thành kỳ thủ chuyên nghiệp                |
| 13 tháng 8, 2012 (42 tuổi) | Ngũ đẳng (5-dan) | Thắng 100 ván chính thức                      |
| 8 tháng 11, 2018 (48 tuổi) | Lục đẳng (6-dan) | Thắng 120 ván chính thức sau khi lên Ngũ đẳng |

### Bài thi lên chuyên
|       | Ngày                 | Đối thủ (giám khảo)                                     | Kết quả | Lượt đi (Segawa) |
| ----- | -------------------- | ------------------------------------------------------- | ------- | ---------------- |
| Ván 1 | 18 tháng 7 năm 2005  | Satō Amahiko Tam đẳng                                   | ●       | Hậu thủ          |
| Ván 2 | 14 tháng 8 năm 2005  | Kanki Hiromitsu Lục đẳng                                | ○       | Hậu thủ          |
| Ván 3 | 17 tháng 9 năm 2005  | Kubo Toshiaki Bát đẳng                                  | ●       | Hậu thủ          |
| Ván 4 | 10 tháng 10 năm 2005 | Nakai Hiroe Nữ lưu Lục đẳng                             | ○       | Hậu thủ          |
| Ván 5 | 6 tháng 11 năm 2005  | Takano Hideyuki Ngũ đẳng (Phó chủ tịch Nakahara Makoto) | ○       | Hậu thủ          |
| Ván 6 | 26 tháng 12 năm 2005 | Nagaoka Yūya Tứ đẳng (Chủ tịch Yonenaga Kunio)          | -       | -                |

Tại ván 5, Nakahara Makoto là giám khảo, còn Takano Hideyuki là trợ lý và là người đấu với Segawa. Ván 6 cũng sẽ diễn ra tương tự, tuy nhiên vì Segawa đã vượt qua bài kiểm tra ở ván 5, ván 6 đã không diễn ra. Ban đầu, trợ thủ cho ván 5 là Kumasaka Manabu, tuy nhiên do hiểu nhầm, Kumasaka đã từ chối và được thay bằng Takano. Tuy mỗi ván đều diễn ra furigoma, Segawa phải cầm Hậu cả 5 ván.

## Thành tích chính
- Top 8 Ngân Hà Chiến kỳ 12 (khi còn là nghiệp dư)

#### Thành tích trước các kỳ thủ chuyên nghiệp khi còn nghiệp dư
| Mùa giải | Số ván | Thắng | Thua |
| -------- | ------ | ----- | ---- |
| 1999     | 1      | 0     | 1    |
| 2000     | 8      | 7     | 1    |
| 2001     | 1      | 0     | 1    |
| 2002     | 0      | 0     | 0    |
| 2003     | 5      | 3     | 2    |
| 2004     | 8      | 7     | 1    |
| 2005     | 4      | 0     | 4    |
| Cộng     | 27     | 17    | 10   |

Chi tiết 

### Thăng/giáng hạng/tổổ
| Đầu mùa giải | Thuận Vị chiến | Thuận Vị chiến | Thuận Vị chiến | Thuận Vị chiến | Thuận Vị chiến | Thuận Vị chiến | Thuận Vị chiến | Thuận Vị chiến | Long Vương chiến | Long Vương chiến | Long Vương chiến | Long Vương chiến | Long Vương chiến | Long Vương chiến | Long Vương chiến | Long Vương chiến |
| Đầu mùa giải | Kỳ             | Danh Nhân      | Hạng A         | Hạng B         | Hạng B         | Hạng C         | Hạng C         | Free Class     | Kỳ               | Long Vương       | Tổ 1             | Tổ 2             | Tổ 3             | Tổ 4             | Tổ 5             | Tổ 6             |
| Đầu mùa giải | Kỳ             | Danh Nhân      | Hạng A         | Tổ 1           | Tổ 2           | Tổ 1           | Tổ 2           | Free Class     | Kỳ               | Long Vương       | Tổ 1             | Tổ 2             | Tổ 3             | Tổ 4             | Tổ 5             | Tổ 6             |
| --- | -------------- | -------------- | -------------- | -------------- | -------------- | -------------- | -------------- | -------------- | ---------------- | ---------------- | ---------------- | ---------------- | ---------------- | ---------------- | ---------------- | ---------------- |
| 2005 | 64             |                |                |                |                |                |                | FX             | 19               |                  |                  |                  |                  |                  |                  | Tổ 6             |
| 2006 | 65             |                |                |                |                |                |                | FX             | 20               |                  |                  |                  |                  |                  |                  | Tổ 6             |
| 2007 | 66             |                |                |                |                |                |                | FX             | 21               |                  |                  |                  |                  |                  |                  | Tổ 6             |
| 2008 | 67             |                |                |                |                |                |                | FX             | 22               |                  |                  |                  |                  |                  |                  | Tổ 6             |
| 2009 | 68             |                |                |                |                |                |                | FX             | 23               |                  |                  |                  |                  |                  |                  | Tổ 6             |
| 2010 | 69             |                |                |                |                |                | C238           |                | 24               |                  |                  |                  |                  |                  |                  | Tổ 6             |
| 2011 | 70             |                |                |                |                |                | C229           |                | 25               |                  |                  |                  |                  |                  |                  | Tổ 6             |
| 2012 | 71             |                |                |                |                |                | C230x          |                | 26               |                  |                  |                  |                  |                  |                  | Tổ 6             |
| 2013 | 72             |                |                |                |                |                | C239*          |                | 27               |                  |                  |                  |                  |                  |                  | Tổ 6             |
| 2014 | 73             |                |                |                |                |                | C234*          |                | 28               |                  |                  |                  |                  |                  |                  | Tổ 6             |
| 2015 | 74             |                |                |                |                |                | C217*          |                | 29               |                  |                  |                  |                  |                  |                  | Tổ 6             |
| 2016 | 75             |                |                |                |                |                | C230*          |                | 30               |                  |                  |                  |                  |                  |                  | Tổ 6             |
| 2017 | 76             |                |                |                |                |                | C224*          |                | 31               |                  |                  |                  |                  |                  |                  | Tổ 6             |
| 2018 | 77             |                |                |                |                |                | C218*          |                | 32               |                  |                  |                  |                  |                  | Tổ 5             |                  |
| 2019 | 78             |                |                |                |                |                | C229*          |                | 33               |                  |                  |                  |                  |                  | Tổ 5             |                  |
| 2020 | 79             |                |                |                |                |                | C228*          |                | 34               |                  |                  |                  |                  |                  | Tổ 5             |                  |
| 2021 | 80             |                |                |                |                |                | C230*          |                | 35               |                  |                  |                  |                  | Tổ 4             |                  |                  |
| 2022 | 81             |                |                |                |                |                | C228*          |                | 36               |                  |                  |                  |                  |                  | Tổ 5             |                  |
| 2023 | 82             |                |                |                |                |                | C238*          |                | 37               |                  |                  |                  |                  |                  |                  | Tổ 6             |
| Chữ đóng khung tại Thuận Vị chiến và Long Vương chiến biểu thị Khiêu chiến giả. Số nhỏ tại Thuận Vị chiến là Thuận Vị. (xĐiểm giáng hạng có sẵn / *Điểm giáng hạng phải nhận / +Điểm giáng hạng được xóa) "F" tại Thuận Vị chiến biểu thị Free Class (FX: Kỳ thủ được xếp vào Free Class / FT: Kỳ thủ tự nguyện chuyển xuống Free Class) Chữ đậm tại Long Vương chiến biểu thị chiến thắng tổ, số tổ kèm (chữ nhỏ) biểu thị kỳ thủ không chuyên. |                |                |                |                |                |                |                |                |                  |                  |                  |                  |                  |                  |                  |                  |

### Đại Thưởng
- Lần thứ 33 (mùa giải 2005): Giải thưởng Hội nhà báo Tokyo

## Thành tích trước kỳ thủ chuyên nghiệp thời nghiệp dư
| STT | Ngày                 | Đối thủ                     | Lượt đi | Kết quả | Giải đấu                                                     |
| --- | -------------------- | --------------------------- | ------- | ------- | ------------------------------------------------------------ |
| 1   | 10 tháng 3 năm 2000  | Chūza Makoto Tứ đẳng        | Hậu     | ●       | Kỳ Vương Chiến kỳ 26 - Vòng Sơ loại - Tổ 6 - Vòng 1          |
| 2   | 31 tháng 8 năm 2000  | Ikeda Shūichi Lục đẳng      | -       | □       | Ngân Hà Chiến kỳ 9 - Vòng loại - Block A - Vòng 1            |
| 3   | 31 tháng 8 năm 2000  | Kubota Yoshiyuki Ngũ đẳng   | Tiên    | ○       | Ngân Hà Chiến kỳ 9 - Vòng loại - Block A - Vòng 2            |
| 4   | 14 tháng 9 năm 2000  | Nakao Toshiyuki Tứ đẳng     | Hậu     | ○       | Ngân Hà Chiến kỳ 9 - Vòng loại - Block A - Vòng 3            |
| 5   | 14 tháng 9 năm 2000  | Fujiwara Naoya Ngũ đẳng     | Tiên    | ○       | Ngân Hà Chiến kỳ 9 - Vòng loại - Block A - Vòng 4            |
| 6   | 12 tháng 10 năm 2000 | Toyokawa Takahiro Ngũ đẳng  | Hậu     | ○       | Ngân Hà Chiến kỳ 9 - Vòng loại - Block A - Vòng 5            |
| 7   | 12 tháng 10 năm 2000 | Kobayashi Hiroshi Tứ đẳng   | Hậu     | ○       | Ngân Hà Chiến kỳ 9 - Vòng loại - Block A - Vòng 6            |
| 8   | 31 tháng 10 năm 2000 | Matsumoto Yoshiyuki Tứ đẳng | Hậu     | ○       | Ngân Hà Chiến kỳ 9 - Vòng loại - Block A - Vòng 7            |
| 9   | 13 tháng 11 năm 2000 | Nozuki Hirotaka Ngũ đẳng    | Hậu     | ●       | Ngân Hà Chiến kỳ 9 - Vòng loại - Block A - Vòng 8            |
| 10  | 25 tháng 8 năm 2001  | Senzaki Manabu Bát đẳng     | Hậu     | ●       | Ngân Hà Chiến kỳ 9 - Vòng Chung kết - Vòng 1                 |
| 11  | 1 tháng 6 năm 2003   | Fujikura Yūki Tứ đẳng       | Hậu     | ●       | Giải Asahi mở rộng lần thứ 22 - Vòng Sơ loại - Tổ 5 - Vòng 1 |
| 12  | 26 tháng 9 năm 2003  | Iino Kenji Thất đẳng        | Tiên    | ○       | Ngân Hà Chiến kỳ 12 - Vòng loại - Block C - Vòng 1           |
| 13  | 26 tháng 9 năm 2003  | Ina Yūsuke Tứ đẳng          | Hậu     | ○       | Ngân Hà Chiến kỳ 12 - Vòng loại - Block C - Vòng 2           |
| 14  | 14 tháng 11 năm 2003 | Hirafuji Shingo Lục đẳng    | Tiên    | ○       | Ngân Hà Chiến kỳ 12 - Vòng loại - Block C - Vòng 3           |
| 15  | 14 tháng 11 năm 2003 | Satō Shin'ya Ngũ đẳng       | Hậu     | ●       | Ngân Hà Chiến kỳ 12 - Vòng loại - Block C - Vòng 4           |
| 16  | 22 tháng 7 năm 2004  | Kubo Toshiaki Bát đẳng      | Hậu     | ○       | Ngân Hà Chiến kỳ 12 - Vòng Chung kết - Vòng 1                |
| 17  | 14 tháng 8 năm 2004  | Fujii Takeshi Cửu đẳng      | Tiên    | ●       | Ngân Hà Chiến kỳ 12 - Vòng Chung kết - Vòng 2                |
| 18  | 2 tháng 10 năm 2004  | Katagami Daisuke Tứ đẳng    | Hậu     | ○       | Ngân Hà Chiến kỳ 13 - Vòng loại - Block F - Vòng 1           |
| 19  | 2 tháng 10 năm 2004  | Itō Nō Ngũ đẳng             | Hậu     | ○       | Ngân Hà Chiến kỳ 13 - Vòng loại - Block F - Vòng 2           |
| 20  | 6 tháng 11 năm 2004  | Akutsu Chikara Ngũ đẳng     | Hậu     | ○       | Ngân Hà Chiến kỳ 13 - Vòng loại - Block F - Vòng 3           |
| 21  | 6 tháng 11 năm 2004  | Ōuchi Nobuyuki Cửu đẳng     | Hậu     | ○       | Ngân Hà Chiến kỳ 13 - Vòng loại - Block F - Vòng 4           |
| 22  | 28 tháng 1 năm 2005  | Awaji Hitoshige Cửu đẳng    | Tiên    | ○       | Ngân Hà Chiến kỳ 13 - Vòng loại - Block F - Vòng 5           |
| 23  | 28 tháng 1 năm 2005  | Iizuka Hiroki Lục đẳng      | Tiên    | ○       | Ngân Hà Chiến kỳ 13 - Vòng loại - Block F - Vòng 6           |
| 24  | 2 tháng 4 năm 2005   | Yashiki Nobuyuki Cửu đẳng   | Hậu     | ●       | Ngân Hà Chiến kỳ 13 - Vòng loại - Block F - Vòng 7           |
| 25  | 4 tháng 6 năm 2005   | Katagami Daisuke Tứ đẳng    | Tiên    | ●       | Giải Asahi mở rộng lần thứ 24 - Vòng Sơ loại - Tổ 2 - Vòng 1 |
| 26  | 30 tháng 7 năm 2005  | Sasaki Makoto Tứ đẳng       | Hậu     | ●       | Ngân Hà Chiến kỳ 14 - Vòng Sơ loại                           |
| 27  | 6 tháng 8 năm 2005   | Maruyama Tadahisa Cửu đẳng  | Hậu     | ●       | Ngân Hà Chiến kỳ 13 - Vòng Chung kết - Vòng 1                |